# Ermita de Nuestra Señora de Coromoto (La Guancha)
La ermita de Nuestra Señora de Coromoto está situada en el municipio de La Guancha en la isla de Tenerife (Islas Canarias, España). Dicho templo está consagrado a Nuestra Señora de Coromoto, patrona de Venezuela y se encuentra en el barrio de La Guancha de Abajo.
Desde el año 1957 la Ermita de Coromoto ha sido un lugar de referencia para todos los vecinos de La Guancha de Abajo. En el templo destaca el altar mayor imitando el estilo gótico, donde se encuentra la imagen de la Virgen de Coromoto, imagen traída de Venezuela.
Se celebra su fiesta el cuarto domingo de mayo y la conmemoración del 8 de septiembre que recuerda el día que se consagró la ermita. La imagen de la Virgen de Coromoto tiene dos procesiones: Una al mediadiodía después de la Santa Misa y otra por la tarde después del rezo del Santo Rosario.